# ユーザビリティ
ユーザビリティ（英語: usability）は、「使いやすさ」を示す言葉。国際規格のISO 9241-11では、「ある製品を、特定の利用者が、特定の目的を達成しようとするにあたって、特定の状況で、いかに効果的に、効率的に、満足できるように使えるかの度合い」。
他にも「使い勝手が良い」「可用性」「有用性」などの意味がある。
ユーザが目標を達成するためにシステムを利用するとする。例えば紙を切るためにハサミを利用する。このハサミは切れ味が良く、気持ちよく短時間で紙が切れた。すなわち高い満足感で高いパフォーマンスを発揮し目標を達成できた。この「つかえる」「有用である」という特性をユーザビリティという。もしハサミの切れ味が悪く、時間をかけてなんとか切り終えたとすると、前者に比べてユーザビリティは低いといえる。

## 定義
use（使う）と able（できる）から来ており「使えること」が元々の意味である。

### ISO 9241-11
ISO 9241-11:2018に基づくJIS Z 8521:2020では次のように定義される。
ユーザビリティを定義づける要素は次のように定義される。
- 目標 (英: goal): 意図した成果
- 効果 (英: effectiveness): ユーザが特定の目標を達成する際の正確性及び完全性
- 効率 (英: efficiency): 達成された結果に関連して費やした資源
- 満足度 (英: satisfaction): システム，製品又はサービスの利用に起因するユーザのニーズ及び期待が満たされている程度に関するユーザの身体的，認知的及び感情的な受け止め方

ユーザビリティは利用の成果（英: outcome of use）を構成する一要素である。すなわちシステムの品質ではなく、ある文脈の中であるユーザがシステムを利用する際に得られる成果が持つ特性の1つである。利用の成果に含まれる他の特性にはアクセシビリティ・危害の回避などが挙げられる。

### ニールセン
ヤコブ・ニールセン『ユーザビリティエンジニアリング原論』(1994年)は、インタフェースのユーザビリティとは、5つのユーザビリティ特性からなる多角的な構成要素を持つとしている。
1. 学習しやすさ: システムは、ユーザがそれを使ってすぐ作業を始められるよう、簡単に学習できるようにしなければならない。
2. 効率性: システムは、一度ユーザがそれについて学習すれば、後は高い生産性を上げられるよう、効率的な使用を可能にすべきである。
3. 記憶しやすさ: システムは、不定期利用のユーザがしばらく使わなくても、再び使うときに覚え直さないで使えるよう、覚えやすくしなければならない。
4. エラー: システムはエラー発生率を低くし、ユーザがシステム使用中にエラーを起こしにくく、もしエラーが発生しても簡単に回復できるようにしなければならない。また、致命的なエラーが起こってはいけない。
5. 主観的満足度: システムは、ユーザが個人的に満足できるよう、また好きになるよう楽しく利用できるようにしなければならない。

### 違い
ニールセンの定義するユーザビリティは、ISO 9241-11の定義よりも意味が若干限定的になっている。
ニールセンの定義では、ユーザが望む機能をシステムが十分満たしているかどうか、といった事柄はユーティリティ（実用性）に含まれる内容である。それと区別して、ユーザビリティは、その機能をユーザがどれくらい便利に使えるかという意味であるとされている。
一方、ISO 13407では、ニールセンがユーティリティと定義した内容も、ユーザビリティに含んでいる。つまりニールセンが定義するユーザビリティは、ISO 13407が定義するユーザビリティに内包される形となる。
ほかにISO 9126はソフトウェアの品質に関する規格で、理解性、修得性、操作性を挙げている。

## 訳語
ユーザビリティに類する日本語は、以下に挙げるような用語が、多数にわたって存在している。
使い勝手
使い勝手とは、使いやすさの程度を表す言葉であり、一般には「使い勝手がいい、悪い」という形で使われている。その意味合いはかなり広く、取り扱いが容易であること、操作が分かりやすいこと、便利な機能がついていること、などを意味している。その意味で、後述の大きなユーザビリティ(英語:big usability)やニールセンのユースフルネス(英語:usefulness)に近い概念であり、したがって、またISO9241-11の定義におよそ対応すると言ってよい。ただし、ユーザの利用状況や達成目標に適合している、というニュアンスまでは表現しえていないため、現在はユーザビリティというカタカナ語が一般的に使われている。
使いやすさ
使いやすさ (英語:ease of operation) とは、一般的には取り扱いが容易であることを意味している。前述のように使い勝手は使いやすさの程度をあらわす言葉であるが、使い勝手に比較すると使いやすさはその対象範囲が操作部位に限定される傾向がある。また時代的には、マンマシンインタフェースが研究対象とされていた時期によく使われていた。この意味で、操作性 (英語:operability) とも近い概念である。
利用性
利用性は利用のしやすさをあらわす言葉であり、「usability」の訳語として利用することも可能ではあるが、特定の達成目標に依存した面があり、またあまり一般的ではない。
使用性
使用性はISO9241-11をJIS規格にする際に「usability」の訳語として用いられた。その意味ではユーザビリティと等価であるともいえるが、必ずしも一般的な用語ではないため、特別な技術的文脈でしか使われていない。
可用性
可用性はユーザビリティに近い概念であるが、厳密にいうと「availability」の訳語であり、システムの壊れにくさを表すものである。
利用品質
利用品質は「quality in use」または「quality of use」の訳であり、英語においても「usability」とほぼ等価な意味合いで用いられている。ただ、この用語が使われるのは、品質 (quality) という観点で議論を行う文脈である場合が多く、品質保証や品質管理などに近い分野で使われることが多い。
ユーザーテスト
ユーザテストは、製品テスト、設計テスト、ユーザビリティテスト、設計検証など多くの名前で知られている。実際のシナリオで実際のユーザーとデザインをテストする非常に重要なプロセスであり、ユーザーの懸念やユーザビリティの問題を深く理解すれば、その問題を解決することができるとされる。

## 背景

### テスラー
コンピュータ科学者ラリー・テスラーは、「カット」「コピー」「ペースト」のコマンドを発明、初のGUIワープロGypsyを開発したことで知られている。1974年ころPARCで現代でいうユーザビリティに関する研究開発に携わっていた時、modeless, user-friendly, WYSIWYGという言葉を使っており、ユーザフレンドリーデザインの父と呼ばれている。

### シャッケル
人間工学の大家であったブライアン・シャッケル(Brian Shackel)は、1991年の著作『Human Factors for Informatics Usability』の中で、ユーティリティ(utility、必要な機能があるか)とユーザビリティ(usability、ユーザがうまく使えるか)とライカビリティ(likeability、ユーザが適切だと感じられるか)という三つの側面の総和と、コスト(初期コストと運用コスト)とのバランスを考慮し、前者の比率が高いものほどアクセプタビリティ(バランスがとれており、購入するに最適である)が高いといえる、という構図を提案している。
この考え方は、以後のユーザビリティ概念(たとえばニールセン、ISO9241-11)に影響を及ぼしたと考えられる。

### ニールセン
ウェブ・ユーザビリティの権威であるニールセンは、ユーザビリティに関して最初に出版された概論書『ユーザビリティエンジニアリング原論』 (1994) において、ユーザビリティの概念を、彼の考えた階層的概念構造の中に位置づけて示した。
それによると、ユーザビリティは、学習しやすさ (learnability)、効率 (efficiency)、記憶しやすさ (memorability)、エラー (errors)、満足 (satisfaction) といった品質要素から構成される概念として示されている。この定義は、いちおう人間工学、認知工学、感性工学的な側面を考慮したものになっているが、かならずしも網羅的、かつ相互排他的になっておらず、概念定義としては十分なものではない。また、それぞれの品質要素は、学習のしやすさや効率などの諸側面において問題がないようにと考えられており、いわばマイナスでない特性の集合となっている。
いいかえれば、ニールセンにおけるユーザビリティは、そのような問題点のないことを意味しており、マイナスの側面を0レベルまで向上させるという意味合いを持っている。彼がヒューリスティック評価という手法を提唱したのは、ユーザビリティテスト (usability test、usability testing) による評価が全盛の時代であり、それはいいかえれば評価がユーザビリティ活動の中心となっていた時代でもあった。
ニールセンは、ユーザビリティと対比させてユーティリティ (utility) という概念を位置づけている。これは機能や性能のように製品やシステムのポジティブな側面である。いいかえれば、0レベルからプラスの方向に製品の魅力を増してゆくものである。このように、彼の定義ではユーザビリティにはプラスの方向性は含まれておらず、その意味で、小さなユーザビリティ (small usability) と呼ばれることもある。
ニールセンは、ユーザビリティとユーティリティを合わせた概念として、ユースフルネス (usefulness) という上位概念を位置づけているが、これは後述するISO9241-11のユーザビリティ定義に近いものであり、大きなユーザビリティ (big usability) と呼ばれる概念に近い。

### ISO
こうした状況の中、ユーザビリティという概念にきちんとした定義を与えたのがISO規格であり、現在はこの定義が一般的に用いられている。ISOの規格におけるユーザビリティの定義には、ISO 9126系のものとISO 9241-11系のものがある。

#### ISO 9126
ISO 9126は、ソフトウェアの品質に関する規格であり、品質特性を機能性 (functionality)、信頼性 (reliability)、使用性 (usability)、効率性 (efficiency)、保守性 (maintenability)、移植性 (portability) に分けている。その中でユーザビリティは使用性として、理解性 (understandability)、習得性 (learnability)、操作性 (operability) から構成される概念となっている。品質特性は定量的に把握できることを重視されるため、ここでのユーザビリティは概念定義として十分なものにはなっていない。つまり、ISO 9126はソフトウェア品質について、その多様な側面を網羅したものになっているが、ユーザビリティの定義は必ずしも厳密ではなく、現在は次に述べるISO 9241-11の定義の方が一般的に利用されている。

#### ISO 9241-11
ISO 9241-11は国際標準化機構が制定するユーザビリティ定義に関する規格である。
規格番号は9241-11、名称は「Ergonomics of human-system interaction — Part 11: Usability: Definitions and concepts」である。ISO 9241シリーズ "Ergonomics of human-system interaction" の1つ。対応する日本産業規格は「JIS Z 8521 人間工学－人とシステムとのインタラクション－ユーザビリティの定義及び概念」である。
| 名称 | 発行年  | 対応JIS         |
| --- | ------- | --------------- |
| ISO 9241-11:2018 Ergonomics of human-system interaction — Part 11: Usability: Definitions and concepts                        | 2018-03 | JIS Z 8521:2020 |
| ISO 9241-11:1998 Ergonomic requirements for office work with visual display terminals (VDTs) — Part 11: Guidance on usability | 1998-03 | JIS Z 8521:1999 |

この規格が定義する「効果」と「効率」は相互排他的である一方、満足は部分的に効果と効率に従属する（効果的で効率的だと満足度が高い）。同時に感性的な側面（例: 審美性）は満足固有であり、効果・効率から独立している。
この規格による定義はNielsenの定義と比較してポジティブな側面を含んだ幅広いものになっており、その意味で大きなユーザビリティ (big usability) と呼ばれることもある。このISO9241-11のユーザビリティの定義は、その後、ISO 13407やISO 20282、CIF (ISO 25062)などの各種の規格においても用いられることになり、ユーザビリティに関する現在の標準的定義であるといえる。
満足は効果・効率に部分的に従属し、また価格やデザインなどユーザビリティ以外の要因によっても影響されるため、ユーザビリティの下位概念に満足を含めない立場もある。

## 測定・評価
(ISO 9241-11の文脈では）ユーザビリティそのものには測定尺度が存在せず、測定できない。効果・効率・満足を測定して総合的にユーザビリティを評価する。ユーザビリティは文脈・ユーザ・タスクなどで大きく変化するため、3要素の寄与率も条件ごとに異なる。ゆえに3要素の測定値をユーザビリティへ変換する統一的な手法は存在せず、文脈・ユーザ・タスク等を考慮した上で都度総合的に評価される。
測定尺度は客観的結果に基づくものと主観的結果に基づくものがある。タスク所要時間の実測値と体感値、タスク完了信号とユーザの「終わった」という認識/思い込み、が例として挙げられる。
測定対象は効果・効率・満足であり、さまざまな測定尺度がある。システムの実利用を伴う測定は、ユーザの実使用を観察・計測するユーザーテスト、ユーザ行動・心理を深く理解した専門家による専門家評価（エキスパートレビュー）に大別される。例えば客観的満足を対象としたユーザーテストでは行動観察に基づくシステムの再利用頻度が測定尺度として有用である。

### 利用・目的
ユーザビリティはユーザによるシステム利用へ影響を与え、ユーザへの便益を左右し、提供者の優位性を与えるため、ユーザビリティを測定・評価することには価値がある。そのため利用促進・価値向上・市場拡大等を目的としてユーサビリティ測定はおこなわれる。
同じ特性に対する客観的・主観的測定尺度は比較して利用される。例えば客観的に低く評価された効果/effectivenessを主観的に高く評価していた場合、2つの場合がある。1つは低い効果でも本人は充分だと感じている場合であり、もう1つは本人が完全だと誤解している場合である。前者であればシステムが過剰な効果を持つことを示唆しており、後者であればユーザが効果を誤認しやすい構造があることを示唆している。前者はコスト削減に、後者はユーザへの便益改善・誤認が判明した際の失望の防止に利用できる。

## デザイン
ユーザビリティを設計するプロセスとして人間中心設計がある。これはISO 9241-210にて規格化されている。

## 美的ユーザビリティ効果
美的ユーザビリティ効果（英: aesthetic–usability effect）は審美性がユーザビリティを向上させる現象である。
ユーザビリティはそれを感じるタイミングによって以下の2種類に分類される。
- 見かけのユーザビリティ（英: apparent usability）: システムを見て感じるユーザビリティ、「使いやすそうさ」[20]
- 実質的ユーザビリティ（英: inherent usability）: システム利用を経て得るユーザビリティ、「使いやすいさ」[21]

美しさと使いやすさ（審美性とユーザビリティ）は一見すると独立した概念である。しかし心理実験の結果、美しいものは使いやすそうと感じられるうえに「使いやすそうさ」と「使いやすいさ」が無相関であることが明らかになった。つまり実際の使いやすさに関わらず、人は美しいものを使いやすそうと感じる（思い込む）心理特性があることが明らかになった。これが美的ユーザビリティ効果である。バラバラのレイアウトよりグリット状に並んでいるほうが（実際にグリットが使いやすいとは限らないのに）「何となく使いやすそう」と感じられるのはこの効果による。
この効果は様々な事柄を示唆する。「たとえ使いやすくても、美しくないとそれが伝わらない」「使いやすそうでも、それは着飾っているだけで使いづらいかもしれない」「着飾れば、使いやすそうと誤認させて売り込めるかもしれない」「使いやすそうなだけのUIデザインは詐欺的である」。
美的ユーザビリティ効果は予期的UXや一時的UXに似た、本格使用の前に発生するユーザビリティである。ゆえにWebページのような一回性のシステムでは美的ユーザビリティ効果が前面に出やすい。一方アプリのような継続利用前提のサービスでは、ユーザーは実際の利用を繰り返す中で実質的ユーザビリティに基づいて（総）ユーザビリティの評価を更新していくため、美的ユーザビリティ効果の影響は相対的に逓減すると考えられる。ぱっと見スタイリッシュで使いやすいそうな家計簿アプリが実際に使い込むと操作数が多くて使いづらい、といったケースはこの例である。